# Vektoraddition

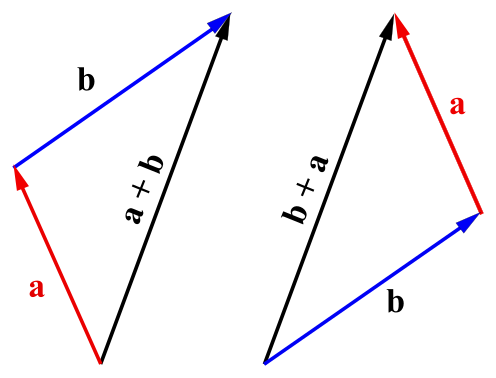
Två geometriska sätt att addera vektorer

Vektoraddition är en generalisering av addition till att även omfatta vektorer.
Man kan, i många fall, med fördel tänka sig en vektor som en sträcka mellan origo och en given koordinat. Den intuitiva förklaringen av vektoraddition är då att sätta samman flera sådana sträckor till en enda sträcka för att bilda en ny vektor mellan origo och den sammansatta sträckans ändpunkt. Beräkningsmässigt innebär detta att till exempel en tredimensionell vektor 
{\displaystyle \mathbf {a} =(3,1,2)}
adderad till en annan tredimensionell vektor 
{\displaystyle \mathbf {b} =(-2,4,-4)}
bildar vektorsumman
{\displaystyle \mathbf {a} +\mathbf {b} ={\begin{pmatrix}3\\1\\2\end{pmatrix}}+{\begin{pmatrix}-2\\4\\-4\end{pmatrix}}={\begin{pmatrix}1\\5\\-2\end{pmatrix}}}
I det generella fallet:
{\displaystyle (a_{1},a_{2},a_{3}\dots a_{N})+(b_{1},b_{2},b_{3}\dots b_{N})=(a_{1}+b_{1},a_{2}+b_{2},a_{3}+b_{3}\dots a_{N}+b_{N})}
Vektorer kan adderas i godtycklig ordning, då vektoraddition är kommutativ.